# Giovanni Jona-Lasinio
Giovanni Jona-Lasinio (né en 1932), parfois appelé Gianni Jona, est un physicien théoricien italien, surtout connu pour ses travaux sur la théorie quantique des champs et la mécanique statistique. Il est le pionnier de la recherche concernant la rupture spontanée de symétrie et le modèle Nambu - Jona-Lasinio porte son nom. Lorsque Yoichiro Nambu reçoit le prix Nobel, Jona-Lasinio donne la conférence Nobel à sa place, par reconnaissance de Nambu pour leur travail commun. À l'heure actuelle, il occupe un poste de professeur au Département de physique de l'Université Sapienza de Rome et est membre à part entière de l'Académie des Lyncéens.

## Biographie
Giovanni Jona-Lasinio est né à Florence. De 1970 à 1974, il enseigne l'électrodynamique à l'Université de Padoue. Depuis 1974, il est professeur titulaire à l'Université Sapienza de Rome, où il enseigne les méthodes mathématiques de la physique. Il passe plusieurs années à l'étranger, faisant ses recherches également à l'Université de Chicago (1959–60), au CERN (1964–65), au MIT (1965–66), à l'Institut des hautes études scientifiques (1980–81), à l'Université Pierre-et-Marie-Curie (1983–84). En 2004, le Journal of Statistical Physics, revue scientifique sur la mécanique statistique, consacre un numéro spécial en l'honneur de Giovanni Jona-Lasinio.

## Polémique sur le prix Nobel
La moitié du prix Nobel de physique 2008 est allé à Yoichiro Nambu pour la découverte du mécanisme de la Brisure spontanée de symétrie en physique subatomique. L'étape fondamentale dans ce domaine est le modèle Nambu – Jona-Lasinio (modèle NJL), développé en collaboration avec Jona-Lasinio, qui est exclu du prix. En reconnaissance du travail de son collègue, Nambu demande à Jona-Lasinio de tenir à sa place la conférence Nobel à l'Université de Stockholm.
L'autre moitié du prix de physique 2008 est décernée à Makoto Kobayashi et Toshihide Maskawa pour leurs travaux de 1972 sur le mélange des quarks. La matrice de mélange de quarks résultante est connue sous le nom de matrice CKM, d'après Nicola Cabibbo, Kobayashi et Maskawa. Comme Jona-Lasinio, Cabibbo méritait sans doute une part du prix.
Comme le prix Nobel est décerné chaque année à trois personnes au maximum pour pas plus de deux travaux de recherche différents, en 2008, le comité a été contraint de supprimer un membre chacun des groupes de travail CKM et NJL.

## Récompenses
- 2006 : prix Antonio-Feltrinelli de l'Académie des Lyncéens
- 2012 : prix Dannie-Heineman de physique mathématique de la Société américaine de physique
- 2013 : médaille Boltzmann pour ses contributions à la physique statistique, notamment les transitions de phase et la brisure d'une symétrie continue.